# Saurauia involucrata
Saurauia involucrata är en tvåhjärtbladig växtart som beskrevs av Elmer Drew Merrill. Saurauia involucrata ingår i släktet Saurauia och familjen Actinidiaceae. Inga underarter finns listade i Catalogue of Life.